# Mergellus
Mergellus é um género de ave anseriforme da família dos anatídeos.

## Espécies
O género Mergellus tem duas espécies, uma das quais extinta:
- M. albellus (Merganso-pequeno)
- †M. mochanovi